# Вторая теорема о среднем
Вторая теорема о среднем значении касается свойств интеграла от произведения двух функций {\displaystyle \int \limits _{a}^{b}f(x)g(x)dx} и может быть сформулирована в разных формах. Данные ниже формулы в виде лемм обычно называют формулами Бонне и используют при доказательстве теоремы о среднем значении.
Лемма 1. Если функция f(x) не возрастает и {\displaystyle f(x)\geqslant 0} на отрезке [a,b], а функция g(x) интегрируема на [a,b], то существует точка {\displaystyle \xi \in [a,b]} такая, что {\displaystyle \int \limits _{a}^{b}f(x)g(x)dx=f(a)\int \limits _{a}^{\xi }g(x)dx}.
Лемма 2. Если функция f(x) не убывает и {\displaystyle f(x)\geqslant 0} на отрезке [a,b], а функция g(x) интегрируема на [a,b], то существует точка {\displaystyle \xi \in [a,b]} такая, что {\displaystyle \int \limits _{a}^{b}f(x)g(x)dx=f(b)\int \limits _{\xi }^{b}g(x)dx}.
Вторая теорема о среднем значении. Если функция f(x) монотонна (нестрого) на отрезке [a,b], а функция g(x) интегрируема на [a,b], то существует точка {\displaystyle \xi \in [a,b]} такая, что {\displaystyle \int \limits _{a}^{b}f(x)g(x)dx=f(a)\int \limits _{a}^{\xi }g(x)dx+f(b)\int \limits _{\xi }^{b}g(x)dx}.